# Giải quần vợt Wimbledon 2023
Giải quần vợt Wimbledon 2023 là một giải quần vợt Grand Slam diễn ra tại All England Lawn Tennis and Croquet Club ở Wimbledon, Luân Đôn, Vương quốc Liên hiệp Anh và Bắc Ireland.

## Giải đấu
Giải đấu được thi đấu trên mặt sân cỏ, với tất cả các trận đấu vòng đấu chính diễn ra tại All England Lawn Tennis and Croquet Club, Wimbledon, từ ngày 3 đến ngày 16 tháng 7 năm 2023. Các trận đấu vòng loại diễn ra từ ngày 26 đến ngày 29 tháng 6 năm 2023 tại Bank of England Sports Ground ở Roehampton.
Giải quần vợt Wimbledon 2023 là lần thứ 136 giải đấu được tổ chức, lần thứ 129 của nội dung đơn nữ, lần thứ 55 trong Kỷ nguyên Mở và là giải Grand Slam thứ ba trong năm. Giải đấu được điều hành bởi Liên đoàn Quần vợt Quốc tế (ITF) và là một phần của lịch thi đấu ATP Tour 2023 và WTA Tour 2023 dưới thể loại Grand Slam, cũng như ITF tour 2023 của giải trẻ và xe lăn.
Giải đấu bao gồm các nội dung nam (đơn và đôi), nữ (đơn và đôi), đôi nam nữ, nam trẻ (dưới 18 tuổi – đơn và đôi, dưới 14 tuổi – đơn), nữ trẻ (dưới 18 tuổi – đơn và đôi, dưới 14 tuổi – đơn), cũng là một phần ở thể loại Hạng A của giải đấu cho các vận động viên dưới 18 tuổi, và nội dung đơn & đôi cho các vận động viên nam và nữ quần vợt xe lăn. Giải đấu cũng bao gồm nội dung đôi nam và nữ khách mời, cùng với nội dung đôi khách mời hỗn hợp. Nội dung đôi nam được thay đổi từ đánh năm thắng ba sang đánh ba thắng hai ở tất cả các trận đấu.
Đây là lần thứ hai giải đấu có lịch thi đấu trong ngày Chủ Nhật tuần đầu tiên, được gọi là "Middle Sunday". Trước giải đấu năm 2022, giải đấu chỉ có 4 năm ngoại lệ với truyền thống không có trận đấu nào diễn ra vào Chủ Nhật để tổ chức các trận đấu bị hoãn trong giải đấu vì trời mưa.
Giải đấu bao gồm có sự tham dự của các vận động viên Nga và Belarus, sau khi bị cấm tham dự ở giải đấu năm 2022 do cuộc tấn công của Nga vào Ukraina.

## Sự kiện đặc biệt
Bên cạnh giải đấu diễn ra, cựu tay vợt người Thụy Sĩ Roger Federer được vinh danh kể từ lần đầu tiên anh vô địch giải đấu vào năm 2003.

## Tóm tắt kết quả
- Đơn nam

| Nhà vô địch             | Nhà vô địch             | Á quân                       | Á quân                           |
| ----------------------- | ----------------------- | ---------------------------- | -------------------------------- |
| Carlos Alcaraz [1]      | Carlos Alcaraz [1]      | Novak Djokovic [2]           | Novak Djokovic [2]               |
| Thua bán kết            |                         |                              |                                  |
| Daniil Medvedev [3]     | Daniil Medvedev [3]     | Jannik Sinner [8]            | Jannik Sinner [8]                |
| Thua tứ kết             |                         |                              |                                  |
| Holger Rune [6]         | Christopher Eubanks     | Roman Safiullin              | Andrey Rublev [7]                |
| Thua vòng 4             |                         |                              |                                  |
| Matteo Berrettini       | Grigor Dimitrov [21]    | Jiří Lehečka                 | Stefanos Tsitsipas [5]           |
| Daniel Elahi Galán      | Denis Shapovalov [26]   | Alexander Bublik [23]        | Hubert Hurkacz [17]              |
| Thua vòng 3             |                         |                              |                                  |
| Nicolás Jarry [25]      | Alexander Zverev [19]   | Frances Tiafoe [10]          | Alejandro Davidovich Fokina [31] |
| Márton Fucsovics        | Tommy Paul [16]         | Christopher O'Connell        | Laslo Djere                      |
| Quentin Halys           | Mikael Ymer             | Guido Pella (PR)             | Liam Broady (WC)                 |
| David Goffin (WC)       | Maximilian Marterer (Q) | Lorenzo Musetti [14]         | Stan Wawrinka                    |
| Thua vòng 2             |                         |                              |                                  |
| Alexandre Müller        | Jason Kubler            | Yosuke Watanuki (LL)         | Alex de Minaur [15]              |
| Dominic Stricker (Q)    | Ilya Ivashka            | Botic van de Zandschulp      | Roberto Carballés Baena          |
| Adrian Mannarino        | Marcos Giron            | Francisco Cerúndolo [18]     | Milos Raonic (PR)                |
| Cameron Norrie [12]     | Jiří Veselý (PR)        | Ben Shelton [32]             | Andy Murray                      |
| Diego Schwartzman       | Aleksandar Vukic        | Oscar Otte (Q)               | Taylor Fritz [9]                 |
| Harold Mayot (Q)        | Corentin Moutet         | Grégoire Barrère             | Casper Ruud [4]                  |
| Aslan Karatsev          | Tomás Barrios Vera (Q)  | J. J. Wolf                   | Michael Mmoh (LL)                |
| Jaume Munar             | Jan Choinski (WC)       | Tomás Martín Etcheverry [29] | Jordan Thompson                  |
| Thua vòng 1             |                         |                              |                                  |
| Jérémy Chardy (PR)      | Arthur Rinderknech      | Ugo Humbert                  | Marco Cecchinato                 |
| Gijs Brouwer (Q)        | Marc-Andrea Hüsler      | Lorenzo Sonego               | Kimmer Coppejans (Q)             |
| Wu Yibing               | Alexei Popyrin          | Federico Coria               | Sho Shimabukuro (Q)              |
| Arthur Fils (WC)        | Zhang Zhizhen           | Matteo Arnaldi (Q)           | George Loffhagen (WC)            |
| Arthur Fery (WC)        | Alexander Shevchenko    | Hugo Dellien (PR)            | Tallon Griekspoor [28]           |
| Nuno Borges             | Sebastian Ofner (WC)    | Dennis Novak (Q)             | Shintaro Mochizuki (Q)           |
| Tomáš Macháč (Q)        | Thiago Monteiro         | Hamad Medjedovic (Q)         | Sebastian Korda [22]             |
| Taro Daniel (LL)        | Maxime Cressy           | Ryan Peniston (WC)           | Dominic Thiem                    |
| Juan Manuel Cerúndolo   | Miomir Kecmanović       | Daniel Altmaier              | Dan Evans [27]                   |
| Yoshihito Nishioka [24] | Dominik Koepfer         | Alex Molčan                  | Yannick Hanfmann                 |
| Borna Ćorić [13]        | Benjamin Bonzi          | Richard Gasquet              | Roberto Bautista Agut [20]       |
| Radu Albot (Q)          | Lloyd Harris (PR)       | Constant Lestienne           | Laurent Lokoli (Q)               |
| Max Purcell             | Luca Van Assche         | Sebastián Báez               | Fábián Marozsán (LL)             |
| Mackenzie McDonald      | Enzo Couacaud (Q)       | Borna Gojo                   | Félix Auger-Aliassime [11]       |
| Juan Pablo Varillas     | John Isner              | Dušan Lajović                | Albert Ramos Viñolas             |
| Bernabé Zapata Miralles | Emil Ruusuvuori         | Brandon Nakashima            | Pedro Cachín                     |

- Đơn nữ

| Nhà vô địch               | Nhà vô địch              | Á quân                    | Á quân                     |
| ------------------------- | ------------------------ | ------------------------- | -------------------------- |
| Markéta Vondroušová       | Markéta Vondroušová      | Ons Jabeur [6]            | Ons Jabeur [6]             |
| Thua bán kết              |                          |                           |                            |
| Elina Svitolina (WC)      | Elina Svitolina (WC)     | Aryna Sabalenka [2]       | Aryna Sabalenka [2]        |
| Thua tứ kết               |                          |                           |                            |
| Iga Świątek [1]           | Jessica Pegula [4]       | Elena Rybakina [3]        | Madison Keys [25]          |
| Thua vòng 4               |                          |                           |                            |
| Belinda Bencic [14]       | Victoria Azarenka [19]   | Lesia Tsurenko            | Marie Bouzková [32]        |
| Petra Kvitová [9]         | Beatriz Haddad Maia [13] | Mirra Andreeva (Q)        | Ekaterina Alexandrova [21] |
| Thua vòng 3               |                          |                           |                            |
| Petra Martić [30]         | Magda Linette [23]       | Daria Kasatkina [11]      | Sofia Kenin (Q)            |
| Elisabetta Cocciaretto    | Ana Bogdan               | Donna Vekić [20]          | Caroline Garcia [5]        |
| Bianca Andreescu          | Natalija Stevanović (Q)  | Sorana Cîrstea            | Katie Boulter (WC)         |
| Marta Kostyuk             | Anastasia Potapova [22]  | Dalma Gálfi               | Anna Blinkova              |
| Thua vòng 2               |                          |                           |                            |
| Sara Sorribes Tormo (PR)  | Diane Parry              | Barbora Strýcová (PR)     | Danielle Collins           |
| Jodie Burrage (WC)        | Nadia Podoroska          | Elise Mertens [28]        | Wang Xinyu                 |
| Cristina Bucșa            | Rebeka Masarova          | Kateřina Siniaková        | Alycia Parks               |
| Veronika Kudermetova [12] | Sloane Stephens          | Anett Kontaveit           | Leylah Fernandez           |
| Bai Zhuoxuan (Q)          | Anhelina Kalinina [26]   | Tamara Korpatsch (LL)     | Aliaksandra Sasnovich      |
| Jaqueline Cristian (PR)   | Jeļena Ostapenko [17]    | Viktoriya Tomova          | Alizé Cornet               |
| Paula Badosa              | Viktorija Golubic (Q)    | Kaja Juvan (Q)            | Barbora Krejčíková [10]    |
| Jule Niemeier             | Madison Brengle          | Irina-Camelia Begu [29]   | Varvara Gracheva           |
| Thua vòng 1               |                          |                           |                            |
| Zhu Lin                   | Martina Trevisan         | Harriet Dart (WC)         | Linda Fruhvirtová          |
| Jil Teichmann             | Maryna Zanevska          | Julia Grabher             | Katie Swan (WC)            |
| Caroline Dolehide         | Caty McNally             | Tereza Martincová         | Yuan Yue (Q)               |
| Viktória Hrunčáková (Q)   | Venus Williams (WC)      | Storm Hunter (Q)          | Coco Gauff [7]             |
| Lauren Davis              | Kamilla Rakhimova        | Camila Osorio             | Mayar Sherif [31]          |
| Zheng Qinwen [24]         | Claire Liu               | Anna-Lena Friedsam        | Liudmila Samsonova [15]    |
| Kaia Kanepi               | Peyton Stearns           | Rebecca Peterson          | Zhang Shuai                |
| Simona Waltert (Q)        | Lucrezia Stefanini (Q)   | Kateryna Baindl           | Katie Volynets             |
| Magdalena Fręch           | Ysaline Bonaventure      | Anna Bondár               | Jéssica Bouzas Maneiro (Q) |
| Karolína Plíšková [18]    | Carol Zhao (Q)           | Nuria Párrizas Díaz       | Jasmine Paolini            |
| Yulia Putintseva          | Lucia Bronzetti          | Tatjana Maria             | Greet Minnen (Q)           |
| Bernarda Pera [27]        | Daria Saville (PR)       | Nao Hibino (LL)           | Shelby Rogers              |
| Maria Sakkari [8]         | Alison Riske-Amritraj    | Anna Karolína Schmiedlová | Sonay Kartal (WC)          |
| Céline Naef (Q)           | Margarita Betova (PR)    | Wang Xiyu                 | Heather Watson (WC)        |
| Karolína Muchová [16]     | Linda Nosková            | Sara Errani               | Emma Navarro               |
| Rebecca Marino            | Yanina Wickmayer (Q)     | Camila Giorgi             | Panna Udvardy              |

## Tóm tắt từng ngày

### Ngày 1 (3 tháng 7)
- Hạt giống bị loại:
  - Đơn nam:  Félix Auger-Aliassime [11],  Yoshihito Nishioka [24]
  - Đơn nữ:  Coco Gauff [7],  Liudmila Samsonova [15],  Zheng Qinwen [24],  Mayar Sherif [31]
- Lịch thi đấu

| Trận đấu trên Sân chính                                                                                  | Trận đấu trên Sân chính              | Trận đấu trên Sân chính              | Trận đấu trên Sân chính       |
| Trận đấu trên Sân Trung tâm                                                                              | Trận đấu trên Sân Trung tâm          | Trận đấu trên Sân Trung tâm          | Trận đấu trên Sân Trung tâm   |
| Sự kiện                                                                                                  | Người thắng trận                     | Người thua cuộc                      | Tỷ số                         |
| --- | ------------------------------------ | ------------------------------------ | ----------------------------- |
| Vòng 1 đơn nam                                                                                           | Novak Djokovic [2]                   | Pedro Cachín                         | 6–3, 6–3, 7–6(7–4)            |
| Vòng 1 đơn nữ                                                                                            | Elina Svitolina [WC]                 | Venus Williams [WC]                  | 6–4, 6–3                      |
| Vòng 1 đơn nam                                                                                           | Jannik Sinner [8]                    | Juan Manuel Cerúndolo                | 6–2, 6–2, 6–2                 |
| Trận đấu trên Sân Số 1                                                                                   |                                      |                                      |                               |
| Sự kiện                                                                                                  | Người thắng trận                     | Người thua cuộc                      | Tỷ số                         |
| Vòng 1 đơn nữ                                                                                            | Iga Świątek [1]                      | Zhu Lin                              | 6–1, 6–3                      |
| Vòng 1 đơn nam                                                                                           | Casper Ruud [4]                      | Laurent Lokoli [Q]                   | 6–1, 5–7, 6–4, 6–3            |
| Vòng 1 đơn nữ                                                                                            | Sofia Kenin [Q]                      | Coco Gauff [7]                       | 6–4, 4–6, 6–2                 |
| Trận đấu trên Sân Số 2                                                                                   |                                      |                                      |                               |
| Sự kiện                                                                                                  | Người thắng trận                     | Người thua cuộc                      | Tỷ số                         |
| Vòng 1 đơn nữ                                                                                            | Jessica Pegula [4]                   | Lauren Davis                         | 6–2, 6–7(8–10), 6–3           |
| Vòng 1 đơn nam                                                                                           | David Goffin [WC]                    | Fábián Marozsán [LL]                 | 6–2, 5–7, 6–2, 6–0            |
| Vòng 1 đơn nữ                                                                                            | Belinda Bencic [14]                  | Katie Swan [WC]                      | 7–5, 6–2                      |
| Vòng 1 đơn nam                                                                                           | Quentin Halys vs Dan Evans [27]      | Quentin Halys vs Dan Evans [27]      | 6–2, 6–3, hoãn                |
| Trận đấu trên Sân Số 3                                                                                   |                                      |                                      |                               |
| Sự kiện                                                                                                  | Người thắng trận                     | Người thua cuộc                      | Tỷ số                         |
| Vòng 1 đơn nam                                                                                           | Andrey Rublev [7]                    | Max Purcell                          | 6–3, 7–5, 6–4                 |
| Vòng 1 đơn nữ                                                                                            | Caroline Garcia [5]                  | Katie Volynets                       | 6–4, 6–3                      |
| Vòng 1 đơn nữ                                                                                            | Jodie Burrage [WC]                   | Caty McNally                         | 6–1, 6–3                      |
| Vòng 1 đơn nam                                                                                           | Yannick Hanfmann vs Taylor Fritz [9] | Yannick Hanfmann vs Taylor Fritz [9] | 4–6, 6–2, 6–4, 5–7, 2–3, hoãn |
| Các trận đấu bắt đầu vào 11 giờ sáng (1:30 chiều trên Sân Trung tâm và 1:00 giờ chiều trên Sân Số 1) BST |                                      |                                      |                               |

### Ngày 2 (4 tháng 7)
- Hạt giống bị loại:
  - Đơn nam:  Dan Evans [27]
- Lịch thi đấu

| Trận đấu trên Sân chính                                                                                  | Trận đấu trên Sân chính                        | Trận đấu trên Sân chính                        | Trận đấu trên Sân chính       |
| Trận đấu trên Sân Trung tâm                                                                              | Trận đấu trên Sân Trung tâm                    | Trận đấu trên Sân Trung tâm                    | Trận đấu trên Sân Trung tâm   |
| Sự kiện                                                                                                  | Người thắng trận                               | Người thua cuộc                                | Tỷ số                         |
| --- | ---------------------------------------------- | ---------------------------------------------- | ----------------------------- |
| Vòng 1 đơn nữ                                                                                            | Elena Rybakina [3]                             | Shelby Rogers                                  | 4–6, 6–1, 6–2                 |
| Vòng 1 đơn nam                                                                                           | Andy Murray                                    | Ryan Peniston [WC]                             | 6–3, 6–0, 6–1                 |
| Vòng 1 đơn nữ                                                                                            | Aryna Sabalenka [2]                            | Panna Udvardy                                  | 6–3, 6–1                      |
| Vòng 1 đơn nam                                                                                           | Quentin Halys                                  | Dan Evans [27]                                 | 6–2, 6–3, 6–7(5–7), 6–4       |
| Trận đấu trên Sân Số 1                                                                                   |                                                |                                                |                               |
| Sự kiện                                                                                                  | Người thắng trận                               | Người thua cuộc                                | Tỷ số                         |
| Vòng 1 đơn nam                                                                                           | Carlos Alcaraz [1]                             | Jérémy Chardy [PR]                             | 6–0, 6–2, 7–5                 |
| Vòng 1 đơn nữ                                                                                            | Ons Jabeur [6]                                 | Magdalena Fręch                                | 6–3, 6–3                      |
| Vòng 1 đơn nam                                                                                           | Cameron Norrie [12]                            | Tomáš Macháč [Q]                               | 6–3, 4–6, 6–1, 6–4            |
| Vòng 1 đơn nam                                                                                           | Tomás Martín Etcheverry [29]                   | Bernabé Zapata Miralles                        | 6–7(5–7), 5–7, 6–3, 6–4, 7–5  |
| Trận đấu trên Sân Số 2                                                                                   |                                                |                                                |                               |
| Sự kiện                                                                                                  | Người thắng trận                               | Người thua cuộc                                | Tỷ số                         |
| Vòng 1 đơn nam                                                                                           | Dominic Thiem vs Stefanos Tsitsipas [5]        | Dominic Thiem vs Stefanos Tsitsipas [5]        | 6–3, 3–4, hoãn                |
| Vòng 1 đơn nữ                                                                                            | Jasmine Paolini vs Petra Kvitová [9]           | Jasmine Paolini vs Petra Kvitová [9]           | Hoãn                          |
| Vòng 1 đơn nữ                                                                                            | Heather Watson [WC] vs Barbora Krejčíková [10] | Heather Watson [WC] vs Barbora Krejčíková [10] | Hoãn                          |
| Vòng 1 đơn nam                                                                                           | Daniil Medvedev [3] vs Arthur Fery [WC]        | Daniil Medvedev [3] vs Arthur Fery [WC]        | Hoãn                          |
| Trận đấu trên Sân Số 3                                                                                   |                                                |                                                |                               |
| Sự kiện                                                                                                  | Người thắng trận                               | Người thua cuộc                                | Tỷ số                         |
| Vòng 1 đơn nam                                                                                           | George Loffhagen [WC] vs Holger Rune [6]       | George Loffhagen [WC] vs Holger Rune [6]       | 6–7(4–7), hoãn                |
| Vòng 1 đơn nam                                                                                           | Yannick Hanfmann vs Taylor Fritz [9]           | Yannick Hanfmann vs Taylor Fritz [9]           | 4–6, 6–2, 6–4, 5–7, 2–3, hoãn |
| Vòng 1 đơn nữ                                                                                            | Maria Sakkari [8] vs Marta Kostyuk             | Maria Sakkari [8] vs Marta Kostyuk             | Hoãn                          |
| Vòng 1 đơn nam                                                                                           | Alexander Zverev [19] vs Gijs Brouwer [Q]      | Alexander Zverev [19] vs Gijs Brouwer [Q]      | Hoãn                          |
| Vòng 1 đơn nữ                                                                                            | Sonay Kartal [WC] vs Madison Keys [25]         | Sonay Kartal [WC] vs Madison Keys [25]         | Hoãn                          |
| Các trận đấu bắt đầu vào 11 giờ sáng (1:30 chiều trên Sân Trung tâm và 1:00 giờ chiều trên Sân Số 1) BST |                                                |                                                |                               |

### Ngày 3 (5 tháng 7)
- Hạt giống bị loại:
  - Đơn nam:  Borna Ćorić [13],  Roberto Bautista Agut [20],  Sebastian Korda [22],  Tallon Griekspoor [28]
  - Đơn nữ:  Maria Sakkari [8],  Karolína Plíšková [18],  Bernarda Pera [27]
- Lịch thi đấu

| Trận đấu trên Sân chính                                                                                  | Trận đấu trên Sân chính                            | Trận đấu trên Sân chính                            | Trận đấu trên Sân chính                 |
| Trận đấu trên Sân Trung tâm                                                                              | Trận đấu trên Sân Trung tâm                        | Trận đấu trên Sân Trung tâm                        | Trận đấu trên Sân Trung tâm             |
| Sự kiện                                                                                                  | Người thắng trận                                   | Người thua cuộc                                    | Tỷ số                                   |
| --- | -------------------------------------------------- | -------------------------------------------------- | --------------------------------------- |
| Vòng 2 đơn nữ                                                                                            | Daria Kasatkina [11]                               | Jodie Burrage [WC]                                 | 6–0, 6–2                                |
| Vòng 2 đơn nữ                                                                                            | Iga Świątek [1]                                    | Sara Sorribes Tormo [PR]                           | 6–2, 6–0                                |
| Vòng 2 đơn nam                                                                                           | Novak Djokovic [2]                                 | Jordan Thompson                                    | 6–3, 7–6(7–4), 7–5                      |
| Vòng 1 đơn nữ                                                                                            | Petra Kvitová [9]                                  | Jasmine Paolini                                    | 6–4, 6–7(5–7), 6–1                      |
| Trận đấu trên Sân Số 1                                                                                   |                                                    |                                                    |                                         |
| Sự kiện                                                                                                  | Người thắng trận                                   | Người thua cuộc                                    | Tỷ số                                   |
| Vòng 1 đơn nam                                                                                           | Daniil Medvedev [3]                                | Arthur Fery [WC]                                   | 7–5, 6–4, 6–3                           |
| Vòng 1 đơn nữ                                                                                            | Barbora Krejčíková [10]                            | Heather Watson [WC]                                | 6–2, 7–5                                |
| Vòng 2 đơn nam                                                                                           | Jannik Sinner [8]                                  | Diego Schwartzman                                  | 7–5, 6–1, 6–2                           |
| Vòng 1 đơn nam                                                                                           | Laslo Djere                                        | Maxime Cressy                                      | 6–7(5–7), 7–6(7–3), 7–6(10–8), 7–6(9–7) |
| Trận đấu trên Sân Số 2                                                                                   |                                                    |                                                    |                                         |
| Sự kiện                                                                                                  | Người thắng trận                                   | Người thua cuộc                                    | Tỷ số                                   |
| Vòng 1 đơn nữ                                                                                            | Marta Kostyuk                                      | Maria Sakkari [8]                                  | 0–6, 7–5, 6–2                           |
| Vòng 1 đơn nam                                                                                           | Taylor Fritz [9]                                   | Yannick Hanfmann                                   | 6–4, 2–6, 4–6, 7–5, 6–3                 |
| Vòng 1 đơn nam                                                                                           | Stefanos Tsitsipas [5]                             | Dominic Thiem                                      | 3–6, 7–6(7–1), 6–2, 6–7(5–7), 7–6(10–8) |
| Vòng 1 đơn nam                                                                                           | Marco Cecchinato vs Nicolás Jarry [25]             | Marco Cecchinato vs Nicolás Jarry [25]             | 6–4, 1–4, hoãn                          |
| Vòng 1 đơn nam                                                                                           | Alexander Zverev [19] vs Gijs Brouwer [Q]          | Alexander Zverev [19] vs Gijs Brouwer [Q]          | Hoãn                                    |
| Vòng 2 đơn nữ                                                                                            | Nadia Podoroska vs Victoria Azarenka [19]          | Nadia Podoroska vs Victoria Azarenka [19]          | Hoãn                                    |
| Trận đấu trên Sân Số 3                                                                                   |                                                    |                                                    |                                         |
| Sự kiện                                                                                                  | Người thắng trận                                   | Người thua cuộc                                    | Tỷ số                                   |
| Vòng 1 đơn nam                                                                                           | Frances Tiafoe [10]                                | Wu Yibing                                          | 7–6(7–4), 6–3, 6–4                      |
| Vòng 1 đơn nam                                                                                           | Holger Rune [6]                                    | George Loffhagen [WC]                              | 7–6(7–6), 6–3, 6–2                      |
| Vòng 1 đơn nữ                                                                                            | Madison Keys [25]                                  | Sonay Kartal [WC]                                  | 6–0, 6–3                                |
| Vòng 1 đơn nữ                                                                                            | Viktorija Golubic [Q] vs Anna Karolína Schmiedlová | Viktorija Golubic [Q] vs Anna Karolína Schmiedlová | 6–3, 0–0 hoãn                           |
| Vòng 2 đơn nam                                                                                           | Andrey Rublev [7] vs Aslan Karatsev                | Andrey Rublev [7] vs Aslan Karatsev                | Hoãn                                    |
| Các trận đấu bắt đầu vào 11 giờ sáng (1:30 chiều trên Sân Trung tâm và 1:00 giờ chiều trên Sân Số 1) BST |                                                    |                                                    |                                         |

### Ngày 4 (6 tháng 7)
- Hạt giống bị loại:
  - Đơn nam:  Casper Ruud [4],  Taylor Fritz [9],  Francisco Cerúndolo [18],  Tomás Martín Etcheverry [29],  Ben Shelton [32]
  - Đơn nữ:  Barbora Krejčíková [10],  Veronika Kudermetova [12],  Karolína Muchová [16],  Jeļena Ostapenko [17],  Elise Mertens [28]
  - Đôi nữ:  Nicole Melichar-Martinez /  Ellen Perez [4],  Shuko Aoyama /  Ena Shibahara [8],  Xu Yifan /  Anna Danilina [11]
- Lịch thi đấu

| Trận đấu trên Sân chính                                                                                  | Trận đấu trên Sân chính                 | Trận đấu trên Sân chính                 | Trận đấu trên Sân chính           |
| Trận đấu trên Sân Trung tâm                                                                              | Trận đấu trên Sân Trung tâm             | Trận đấu trên Sân Trung tâm             | Trận đấu trên Sân Trung tâm       |
| Sự kiện                                                                                                  | Người thắng trận                        | Người thua cuộc                         | Tỷ số                             |
| --- | --------------------------------------- | --------------------------------------- | --------------------------------- |
| Vòng 2 đơn nam                                                                                           | Liam Broady [WC]                        | Casper Ruud [4]                         | 6–4, 3–6, 4–6, 6–3, 6–0           |
| Vòng 2 đơn nữ                                                                                            | Elena Rybakina [3]                      | Alizé Cornet                            | 6–2, 7–6(7–2)                     |
| Vòng 2 đơn nam                                                                                           | Andy Murray vs Stefanos Tsitsipas [5]   | Andy Murray vs Stefanos Tsitsipas [5]   | 6–7(3–7), 7–6(7–2), 6–4, 0–0 hoãn |
| Trận đấu trên Sân Số 1                                                                                   |                                         |                                         |                                   |
| Sự kiện                                                                                                  | Người thắng trận                        | Người thua cuộc                         | Tỷ số                             |
| Vòng 1 đơn nam                                                                                           | Alexander Zverev [19]                   | Gijs Brouwer [Q]                        | 6–4, 7–6(7–4), 7–6(7–5)           |
| Vòng 2 đơn nữ                                                                                            | Donna Vekić [20]                        | Sloane Stephens                         | 4–6, 7–5, 6–4                     |
| Vòng 2 đơn nữ                                                                                            | Jessica Pegula [4]                      | Cristina Bucșa                          | 6–1, 6–4                          |
| Trận đấu trên Sân Số 2                                                                                   |                                         |                                         |                                   |
| Sự kiện                                                                                                  | Người thắng trận                        | Người thua cuộc                         | Tỷ số                             |
| Vòng 2 đơn nữ                                                                                            | Elina Svitolina [WC]                    | Elise Mertens [28]                      | 6–1, 1–6, 6–1                     |
| Vòng 2 đơn nam                                                                                           | Andrey Rublev [7]                       | Aslan Karatsev                          | 6–7(4–7), 6–3, 6–4, 7–5           |
| Vòng 2 đơn nữ                                                                                            | Belinda Bencic [14]                     | Danielle Collins                        | 3–6, 6–4, 7–6(10–2)               |
| Vòng 2 đơn nam                                                                                           | Daniil Medvedev [3] vs Adrian Mannarino | Daniil Medvedev [3] vs Adrian Mannarino | 6–3, 6–3, 4–4 hoãn                |
| Trận đấu trên Sân Số 3                                                                                   |                                         |                                         |                                   |
| Sự kiện                                                                                                  | Người thắng trận                        | Người thua cuộc                         | Tỷ số                             |
| Vòng 2 đơn nam                                                                                           | Stan Wawrinka                           | Tomás Martín Etcheverry [29]            | 6–3, 4–6, 6–4, 6–2                |
| Vòng 1 đơn nữ                                                                                            | Viktorija Golubic [Q]                   | Anna Karolína Schmiedlová               | 6–3, 7–6(7–4)                     |
| Vòng 2 đơn nữ                                                                                            | Caroline Garcia [5]                     | Leylah Fernandez                        | 3–6, 6–4, 7–6(10–6)               |
| Vòng 2 đơn nam                                                                                           | Grigor Dimitrov [21]                    | Ilya Ivashka                            | 6–3, 6–4, 6–4                     |
| Các trận đấu bắt đầu vào 11 giờ sáng (1:30 chiều trên Sân Trung tâm và 1:00 giờ chiều trên Sân Số 1) BST |                                         |                                         |                                   |

### Ngày 5 (7 tháng 7)
- Hạt giống bị loại:
  - Đơn nam:  Cameron Norrie [12],  Lorenzo Musetti [14],  Alex de Minaur [15]
  - Đơn nữ:  Caroline Garcia [5],  Daria Kasatkina [11],  Donna Vekić [20],  Magda Linette [23],  Anhelina Kalinina [26],  Irina-Camelia Begu [29],  Petra Martić [30]
  - Đôi nam:  Rajeev Ram /  Joe Salisbury [3]
  - Đôi nữ:  Lyudmyla Kichenok /  Jeļena Ostapenko [7],  Asia Muhammad /  Giuliana Olmos [10]
  - Đôi nam nữ:  Neal Skupski /  Desirae Krawczyk [2]
- Lịch thi đấu

| Trận đấu trên Sân chính                                                                                  | Trận đấu trên Sân chính     | Trận đấu trên Sân chính     | Trận đấu trên Sân chính                |
| Trận đấu trên Sân Trung tâm                                                                              | Trận đấu trên Sân Trung tâm | Trận đấu trên Sân Trung tâm | Trận đấu trên Sân Trung tâm            |
| Sự kiện                                                                                                  | Người thắng trận            | Người thua cuộc             | Tỷ số                                  |
| --- | --------------------------- | --------------------------- | -------------------------------------- |
| Vòng 2 đơn nam                                                                                           | Carlos Alcaraz [1]          | Alexandre Müller            | 6–4, 7–6(7–3), 6–3                     |
| Vòng 2 đơn nam                                                                                           | Stefanos Tsitsipas [5]      | Andy Murray                 | 7–6(7–3), 6–7(2–7), 4–6, 7–6(7–3), 6–4 |
| Vòng 3 đơn nữ                                                                                            | Iga Swiatek [1]             | Petra Martić [30]           | 6–2, 7–5                               |
| Vòng 3 đơn nam                                                                                           | Novak Djokovic [2]          | Stan Wawrinka               | 6–3, 6–1, 7–6(7–5)                     |
| Trận đấu trên Sân Số 1                                                                                   |                             |                             |                                        |
| Sự kiện                                                                                                  | Người thắng trận            | Người thua cuộc             | Tỷ số                                  |
| Vòng 2 đơn nữ                                                                                            | Aryna Sabalenka [2]         | Varvara Gracheva            | 2–6, 7–5, 6–2                          |
| Vòng 2 đơn nam                                                                                           | Chris Eubanks               | Cameron Norrie [12]         | 6–3, 3–6, 6–2, 7–6(7–3)                |
| Vòng 2 đơn nữ                                                                                            | Ons Jabeur [6]              | Bai Zhuoxuan [Q]            | 6–1, 6–1                               |
| Vòng 3 đơn nữ                                                                                            | Marie Bouzková [32]         | Caroline Garcia [5]         | 7–6(7–0), 4–6, 7–5                     |
| Trận đấu trên Sân Số 2                                                                                   |                             |                             |                                        |
| Sự kiện                                                                                                  | Người thắng trận            | Người thua cuộc             | Tỷ số                                  |
| Vòng 2 đơn nữ                                                                                            | Petra Kvitova [9]           | Aliaksandra Sasnovich       | 6–2, 6–2                               |
| Vòng 2 đơn nam                                                                                           | Daniil Medvedev [3]         | Adrian Mannarino            | 6–3, 6–3, 7–6(7–5)                     |
| Vòng 2 đơn nam                                                                                           | Alexander Zverev [19]       | Yosuke Watanuki [LL]        | 6–4, 5–7, 6–2, 6–2                     |
| Vòng 3 đơn nam                                                                                           | Denis Shapovalov [26]       | Liam Broady [WC]            | 4–6, 6–2, 7–5, 7–5                     |
| Trận đấu trên Sân Số 3                                                                                   |                             |                             |                                        |
| Sự kiện                                                                                                  | Người thắng trận            | Người thua cuộc             | Tỷ số                                  |
| Vòng 2 đơn nam                                                                                           | Holger Rune [6]             | Roberto Carballes Baena     | 6–3, 7–6(7–3), 6–4                     |
| Vòng 3 đơn nam                                                                                           | Jannik Sinner [8]           | Quentin Halys               | 3–6, 6–2, 6–3, 6–4                     |
| Vòng 3 đơn nữ                                                                                            | Jessica Pegula [4]          | Elisabetta Cocciaretto      | 6–4, 6–0                               |
| Vòng 3 đơn nữ                                                                                            | Elina Svitolina [WC]        | Sofia Kenin [Q]             | 7–6(7–3), 6–2                          |
| Các trận đấu bắt đầu vào 11 giờ sáng (1:30 chiều trên Sân Trung tâm và 1:00 giờ chiều trên Sân Số 1) BST |                             |                             |                                        |

### Ngày 6 (8 tháng 7)
- Hạt giống bị loại:
  - Đơn nam:  Tommy Paul [16],  Alexander Zverev [19],  Nicolás Jarry [25],  Alejandro Davidovich Fokina [31]
  - Đôi nữ:  Desirae Krawczyk /  Demi Schuurs [5]
- Lịch thi đấu

| Trận đấu trên Sân chính                                                                                  | Trận đấu trên Sân chính                       | Trận đấu trên Sân chính                       | Trận đấu trên Sân chính       |
| Trận đấu trên Sân Trung tâm                                                                              | Trận đấu trên Sân Trung tâm                   | Trận đấu trên Sân Trung tâm                   | Trận đấu trên Sân Trung tâm   |
| Sự kiện                                                                                                  | Người thắng trận                              | Người thua cuộc                               | Tỷ số                         |
| --- | --------------------------------------------- | --------------------------------------------- | ----------------------------- |
| Vòng 3 đơn nam                                                                                           | Carlos Alcaraz [1]                            | Nicolás Jarry [25]                            | 6–3, 6–7(6–8), 6–3, 7–5       |
| Vòng 3 đơn nữ                                                                                            | Ons Jabeur [6]                                | Bianca Andreescu                              | 3–6, 6–3, 6–4                 |
| Vòng 3 đơn nữ                                                                                            | Elena Rybakina [3]                            | Katie Boulter [WC]                            | 6–1, 6–1                      |
| Trận đấu trên Sân Số 1                                                                                   |                                               |                                               |                               |
| Sự kiện                                                                                                  | Người thắng trận                              | Người thua cuộc                               | Tỷ số                         |
| Vòng 3 đơn nam                                                                                           | Daniil Medvedev [3]                           | Márton Fucsovics                              | 4–6, 6–3, 6–4, 6–4            |
| Vòng 3 đơn nữ                                                                                            | Aryna Sabalenka [2]                           | Anna Blinkova                                 | 6–2, 6–3                      |
| Vòng 3 đơn nam                                                                                           | Matteo Berrettini                             | Alexander Zverev [19]                         | 6–3, 7–6(7–4), 7–6(7–5)       |
| Trận đấu trên Sân Số 2                                                                                   |                                               |                                               |                               |
| Sự kiện                                                                                                  | Người thắng trận                              | Người thua cuộc                               | Tỷ số                         |
| Vòng 3 đơn nữ                                                                                            | Petra Kvitová [9]                             | Natalija Stevanović [Q]                       | 6–3, 7–5                      |
| Vòng 3 đơn nam                                                                                           | Stefanos Tsitsipas [5]                        | Laslo Djere                                   | 6–4, 7–6(7–5), 6–4            |
| Vòng 3 đơn nam                                                                                           | Frances Tiafoe [10] vs Grigor Dimitrov [21]   | Frances Tiafoe [10] vs Grigor Dimitrov [21]   | 2–6, 3–6, 2–1 hoãn            |
| Trận đấu trên Sân Số 3                                                                                   |                                               |                                               |                               |
| Sự kiện                                                                                                  | Người thắng trận                              | Người thua cuộc                               | Tỷ số                         |
| Vòng 3 đơn nữ                                                                                            | Beatriz Haddad Maia [13]                      | Sorana Cîrstea                                | 6–2, 6–2                      |
| Vòng 3 đơn nam                                                                                           | Holger Rune [6]                               | Alejandro Davidovich Fokina [31]              | 6–3, 4–6, 3–6, 6–4, 7–6(10–8) |
| Vòng 3 đơn nữ                                                                                            | Anastasia Potapova [22] vs Mirra Andreeva [Q] | Anastasia Potapova [22] vs Mirra Andreeva [Q] | Hoãn                          |
| Các trận đấu bắt đầu vào 11 giờ sáng (1:30 chiều trên Sân Trung tâm và 1:00 giờ chiều trên Sân Số 1) BST |                                               |                                               |                               |

### Ngày 7 (9 tháng 7)
- Hạt giống bị loại:
  - Đơn nam:  Frances Tiafoe [10],  Alexander Bublik [23],  Denis Shapovalov [26]
  - Đơn nữ:  Belinda Bencic [14],  Victoria Azarenka [19],  Anastasia Potapova [22],  Marie Bouzková [32]
  - Đôi nam:  Marcelo Arévalo /  Jean-Julien Rojer [7],  Lloyd Glasspool /  Nicolas Mahut [11],  Máximo González /  Andrés Molteni [14]
  - Đôi nữ:  Leylah Fernandez /  Taylor Townsend [6]
  - Đôi nam nữ:  Jan Zieliński /  Nicole Melichar-Martinez [3],  Rohan Bopanna /  Gabriela Dabrowski [6]
- Lịch thi đấu

| Trận đấu trên Sân chính                                                                                  | Trận đấu trên Sân chính                   | Trận đấu trên Sân chính                   | Trận đấu trên Sân chính           |
| Trận đấu trên Sân Trung tâm                                                                              | Trận đấu trên Sân Trung tâm               | Trận đấu trên Sân Trung tâm               | Trận đấu trên Sân Trung tâm       |
| Sự kiện                                                                                                  | Người thắng trận                          | Người thua cuộc                           | Tỷ số                             |
| --- | ----------------------------------------- | ----------------------------------------- | --------------------------------- |
| Vòng 4 đơn nam                                                                                           | Andrey Rublev [7]                         | Alexander Bublik [23]                     | 7–5, 6–3, 6–7(6–8), 6–7(5–7), 6–4 |
| Vòng 4 đơn nữ                                                                                            | Iga Świątek [1]                           | Belinda Bencic [14]                       | 6–7(4–7), 7–6(7–2), 6–3           |
| Vòng 4 đơn nam                                                                                           | Hubert Hurkacz [17] vs Novak Djokovic [2] | Hubert Hurkacz [17] vs Novak Djokovic [2] | 6–7(6–8), 6–7(6–8), hoãn          |
| Trận đấu trên Sân Số 1                                                                                   |                                           |                                           |                                   |
| Sự kiện                                                                                                  | Người thắng trận                          | Người thua cuộc                           | Tỷ số                             |
| Vòng 4 đơn nữ                                                                                            | Jessica Pegula [4]                        | Lesia Tsurenko                            | 6–1, 6–3                          |
| Vòng 4 đơn nam                                                                                           | Jannik Sinner [8]                         | Daniel Elahi Galán                        | 7–6(7–4), 6–4, 6–3                |
| Vòng 4 đơn nữ                                                                                            | Elina Svitolina [WC]                      | Victoria Azarenka [19]                    | 2–6, 6–4, 7–6(11–9)               |
| Trận đấu trên Sân Số 2                                                                                   |                                           |                                           |                                   |
| Sự kiện                                                                                                  | Người thắng trận                          | Người thua cuộc                           | Tỷ số                             |
| Vòng 4 đơn nữ                                                                                            | Markéta Vondroušová                       | Marie Bouzková [32]                       | 2–6, 6–4, 6–3                     |
| Vòng 3 đơn nam                                                                                           | Grigor Dimitrov [21]                      | Frances Tiafoe [10]                       | 6–2, 6–3, 6–2                     |
| Vòng 4 đơn nam                                                                                           | Roman Safiullin                           | Denis Shapovalov [26]                     | 3–6, 6–3, 6–1, 6–3                |
| Vòng 2 đôi nam nữ                                                                                        | Joran Vliegen Xu Yifan                    | Alex de Minaur [WC] Katie Boulter [WC]    | 6–3, 4–6, 7–6(10–2)               |
| Trận đấu trên Sân Số 3                                                                                   |                                           |                                           |                                   |
| Sự kiện                                                                                                  | Người thắng trận                          | Người thua cuộc                           | Tỷ số                             |
| Vòng 1 đôi nam                                                                                           | Arthur Fils Luca Van Assche               | Petros Tsitsipas Stefanos Tsitsipas       | 6–7(3–7), 6–4, 6–2                |
| Vòng 3 đơn nữ                                                                                            | Mirra Andreeva [Q]                        | Anastasia Potapova [22]                   | 6–2, 7–5                          |
| Vòng 1 đôi nam nữ                                                                                        | Marcelo Arévalo Marta Kostyuk             | Jason Kubler [Alt] Erin Routliffe [Alt]   | 7–5, 6–2                          |
| Vòng 2 đôi nữ                                                                                            | Coco Gauff [2] Jessica Pegula [2]         | Anastasia Dețiuc [Alt] Andrea Gámiz [Alt] | 4–6, 6–1, 6–4                     |
| Vòng 1 đơn nữ trẻ                                                                                        | Hannah Klugman                            | Federica Urgesi [9]                       | 6–2, 6–2                          |
| Các trận đấu bắt đầu vào 11 giờ sáng (1:30 chiều trên Sân Trung tâm và 1:00 giờ chiều trên Sân Số 1) BST |                                           |                                           |                                   |

### Ngày 8 (10 tháng 7)
- Hạt giống bị loại:
  - Đơn nam:  Stefanos Tsitsipas [5],  Hubert Hurkacz [17],  Grigor Dimitrov [21]
  - Đơn nữ:  Petra Kvitová [9],  Beatriz Haddad Maia [13],  Ekaterina Alexandrova [21]
  - Đôi nam:  Ivan Dodig /  Austin Krajicek [2],  Fabrice Martin /  Andreas Mies [8]
  - Đôi nữ:  Chan Hao-ching /  Latisha Chan [12],  Miyu Kato /  Aldila Sutjiadi [13],  Victoria Azarenka /  Beatriz Haddad Maia [14],   Marta Kostyuk /  Elena-Gabriela Ruse [15]
  - Đôi nam nữ:  Wesley Koolhof /  Leylah Fernandez [4],  Jean-Julien Rojer /  Ena Shibahara [8]
- Lịch thi đấu

| Trận đấu trên Sân chính                                                                                  | Trận đấu trên Sân chính                          | Trận đấu trên Sân chính                           | Trận đấu trên Sân chính      |
| Trận đấu trên Sân Trung tâm                                                                              | Trận đấu trên Sân Trung tâm                      | Trận đấu trên Sân Trung tâm                       | Trận đấu trên Sân Trung tâm  |
| Sự kiện                                                                                                  | Người thắng trận                                 | Người thua cuộc                                   | Tỷ số                        |
| --- | ------------------------------------------------ | ------------------------------------------------- | ---------------------------- |
| Vòng 4 đơn nữ                                                                                            | Elena Rybakina [3]                               | Beatriz Haddad Maia [13]                          | 4–1, bỏ cuộc                 |
| Vòng 4 đơn nam                                                                                           | Novak Djokovic [2]                               | Hubert Hurkacz [17]                               | 7–6(8–6), 7–6(8–6), 5–7, 6–4 |
| Vòng 4 đơn nữ                                                                                            | Ons Jabeur [6]                                   | Petra Kvitová [9]                                 | 6–0, 6–3                     |
| Vòng 4 đơn nam                                                                                           | Carlos Alcaraz [1]                               | Matteo Berrettini                                 | 3–6, 6–3, 6–3, 6–3           |
| Trận đấu trên Sân Số 1                                                                                   |                                                  |                                                   |                              |
| Sự kiện                                                                                                  | Người thắng trận                                 | Người thua cuộc                                   | Tỷ số                        |
| Vòng 4 đơn nam                                                                                           | Daniil Medvedev [3]                              | Jiří Lehečka                                      | 6–4, 6–2, 0–0 bỏ cuộc        |
| Vòng 4 đơn nữ                                                                                            | Aryna Sabalenka [2]                              | Ekaterina Alexandrova [21]                        | 6–4, 6–0                     |
| Vòng 4 đơn nam                                                                                           | Holger Rune [6]                                  | Grigor Dimitrov [21]                              | 3–6, 7–6(8–6), 7–6(7–4), 6–3 |
| Trận đấu trên Sân Số 2                                                                                   |                                                  |                                                   |                              |
| Sự kiện                                                                                                  | Người thắng trận                                 | Người thua cuộc                                   | Tỷ số                        |
| Vòng 4 đơn nữ                                                                                            | Madison Keys [25]                                | Mirra Andreeva [Q]                                | 3–6, 7–6(7–4), 6–2           |
| Vòng 4 đơn nam                                                                                           | Chris Eubanks                                    | Stefanos Tsitsipas [5]                            | 3–6, 7–6(7–4), 3–6, 6–4, 6–4 |
| Vòng 2 đôi nam                                                                                           | Santiago González [5] Édouard Roger-Vasselin [5] | Toby Samuel [WC] Connor Thomson [WC]              | 6–3, 7–6(7–4)                |
| Vòng 1 đôi nam trẻ                                                                                       | Petr Brunclík Cooper Woestendick                 | Thijs Boogaard Abel Forger                        | 1–6. 6–4, [12–10]            |
| Trận đấu trên Sân Số 3                                                                                   |                                                  |                                                   |                              |
| Sự kiện                                                                                                  | Người thắng trận                                 | Người thua cuộc                                   | Tỷ số                        |
| Vòng 2 đôi nam                                                                                           | Rohan Bopanna [6] Matthew Ebden [6]              | Jacob Fearnley [WC] Johannus Monday [WC]          | 7–5, 6–3                     |
| Vòng 2 đôi nam                                                                                           | Wesley Koolhof [1] Neal Skupski [1]              | Rinky Hijikata Jason Kubler                       | 7–6(7–3), 6–2                |
| Vòng 2 đôi nam nữ                                                                                        | Matthew Ebden [5] Ellen Perez [5]                | Kevin Krawietz Yang Zhaoxuan                      | 6–7(10–12), 6–4, 7–6(11–9)   |
| Vòng 2 đôi nữ                                                                                            | Laura Siegemund · Vera Zvonareva                 | Victoria Azarenka [14] · Beatriz Haddad Maia [14] | Bỏ cuộc trước trận đấu       |
| Vòng 2 đôi nam nữ                                                                                        | Marcelo Arévalo Marta Kostyuk                    | Jamie Murray Taylor Townsend                      | 6–4, 3–6, 6–3                |
| Các trận đấu bắt đầu vào 11 giờ sáng (1:30 chiều trên Sân Trung tâm và 1:00 giờ chiều trên Sân Số 1) BST |                                                  |                                                   |                              |

### Ngày 9 (11 tháng 7)
- Hạt giống bị loại:
  - Đơn nam:  Andrey Rublev [7]
  - Đơn nữ:  Iga Świątek [1],  Jessica Pegula [4]
  - Đôi nam:  Hugo Nys /  Jan Zieliński [4],  Nikola Mektić /  Mate Pavić [9],  Sander Gillé /  Joran Vliegen [12],  Marcelo Melo /  John Peers [16]
  - Đôi nữ:  Coco Gauff /  Jessica Pegula [2]
  - Đôi nam nữ:  Matthew Ebden /  Ellen Perez [5]
- Lịch thi đấu

| Trận đấu trên Sân chính                                                                                  | Trận đấu trên Sân chính                      | Trận đấu trên Sân chính                 | Trận đấu trên Sân chính     |
| Trận đấu trên Sân Trung tâm                                                                              | Trận đấu trên Sân Trung tâm                  | Trận đấu trên Sân Trung tâm             | Trận đấu trên Sân Trung tâm |
| Sự kiện                                                                                                  | Người thắng trận                             | Người thua cuộc                         | Tỷ số                       |
| --- | -------------------------------------------- | --------------------------------------- | --------------------------- |
| Tứ kết đơn nữ                                                                                            | Elina Svitolina [WC]                         | Iga Świątek [1]                         | 7–5, 6–7(5–7), 6–2          |
| Tứ kết đơn nam                                                                                           | Novak Djokovic [2]                           | Andrey Rublev [7]                       | 4–6, 6–1, 6–4, 6–3          |
| Trận đấu trên Sân Số 1                                                                                   |                                              |                                         |                             |
| Sự kiện                                                                                                  | Người thắng trận                             | Người thua cuộc                         | Tỷ số                       |
| Tứ kết đơn nữ                                                                                            | Markéta Vondroušová                          | Jessica Pegula [4]                      | 6–4, 2–6, 6–4               |
| Tứ kết đơn nam                                                                                           | Jannik Sinner [8]                            | Roman Safiullin                         | 6–4, 3–6, 6–2, 6–2          |
| Đôi nữ khách mời                                                                                         | Kim Clijsters Martina Hingis                 | Francesca Schiavone Roberta Vinci       | 6–4, 6–3                    |
| Trận đấu trên Sân Số 2                                                                                   |                                              |                                         |                             |
| Sự kiện                                                                                                  | Người thắng trận                             | Người thua cuộc                         | Tỷ số                       |
| Vòng 3 đôi nam                                                                                           | Marcel Granollers [15] Horacio Zeballos [15] | Robert Galloway [PR] Lloyd Harris [PR]  | 7–6(7–5), 7–6(8–6)          |
| Đôi nam khách mời                                                                                        | Bob Bryan Mike Bryan                         | Sébastien Grosjean Radek Štěpánek       | 7–5, 6–3                    |
| Vòng 3 đôi nam                                                                                           | Jamie Murray [13] Michael Venus [13]         | Hugo Nys [4] Jan Zieliński [4]          | 6–4, 6–3                    |
| Tứ kết đôi nữ                                                                                            | Hsieh Su-wei [PR] Barbora Strýcová [PR]      | Caroline Garcia Luisa Stefani           | 7–6(7–5), 6–4               |
| Trận đấu trên Sân Số 3                                                                                   |                                              |                                         |                             |
| Sự kiện                                                                                                  | Người thắng trận                             | Người thua cuộc                         | Tỷ số                       |
| Tứ kết đôi nữ                                                                                            | Caroline Dolehide [16] Zhang Shuai [16]      | Oksana Kalashnikova · Iryna Shymanovich | 6–4, 6–1                    |
| Vòng 3 đôi nam                                                                                           | Wesley Koolhof [1] Neal Skupski [1]          | Max Purcell Jordan Thompson             | 6–3, 7–6(7–3)               |
| Đôi nữ khách mời                                                                                         | Johanna Konta Sania Mirza                    | Andrea Petkovic Magdaléna Rybáriková    | 6–3, 7–6(8–6)               |
| Vòng 3 đôi nữ                                                                                            | Laura Siegemund · Vera Zvonareva             | Coco Gauff [2] Jessica Pegula [2]       | 6–3, 6–3                    |
| Các trận đấu bắt đầu vào 11 giờ sáng (1:30 chiều trên Sân Trung tâm và 1:00 giờ chiều trên Sân Số 1) BST |                                              |                                         |                             |

### Ngày 10 (12 tháng 7)
- Hạt giống bị loại:
  - Đơn nam:  Holger Rune [6]
  - Đơn nữ:  Elena Rybakina [3],  Madison Keys [25]
  - Đôi nam:  Jamie Murray /  Michael Venus [13]
- Lịch thi đấu

| Trận đấu trên Sân chính                                                                                  | Trận đấu trên Sân chính                      | Trận đấu trên Sân chính              | Trận đấu trên Sân chính      |
| Trận đấu trên Sân Trung tâm                                                                              | Trận đấu trên Sân Trung tâm                  | Trận đấu trên Sân Trung tâm          | Trận đấu trên Sân Trung tâm  |
| Sự kiện                                                                                                  | Người thắng trận                             | Người thua cuộc                      | Tỷ số                        |
| --- | -------------------------------------------- | ------------------------------------ | ---------------------------- |
| Tứ kết đơn nữ                                                                                            | Ons Jabeur [6]                               | Elena Rybakina [3]                   | 6–7(5–7), 6–4, 6–1           |
| Tứ kết đơn nam                                                                                           | Carlos Alcaraz [1]                           | Holger Rune [6]                      | 7–6(7–3), 6–4, 6–4           |
| Trận đấu trên Sân Số 1                                                                                   |                                              |                                      |                              |
| Sự kiện                                                                                                  | Người thắng trận                             | Người thua cuộc                      | Tỷ số                        |
| Tứ kết đơn nữ                                                                                            | Aryna Sabalenka [2]                          | Madison Keys [25]                    | 6–2, 6–4                     |
| Tứ kết đơn nam                                                                                           | Daniil Medvedev [3]                          | Christopher Eubanks                  | 6–4, 1–6, 4–6, 7–6(7–4), 6–1 |
| Trận đấu trên Sân Số 2                                                                                   |                                              |                                      |                              |
| Sự kiện                                                                                                  | Người thắng trận                             | Người thua cuộc                      | Tỷ số                        |
| Tứ kết đôi nữ                                                                                            | Storm Hunter [3] Elise Mertens [3]           | Naiktha Bains [WC] Maia Lumsden [WC] | 6–2, 6–1                     |
| Tứ kết đôi nam                                                                                           | Kevin Krawietz [10] Tim Pütz [10]            | Jamie Murray [13] Michael Venus [13] | 6–4, 6–3                     |
| Tứ kết đôi nữ                                                                                            | Marie Bouzková Sara Sorribes Tormo           | Laura Siegemund · Vera Zvonareva     | 7–6(7–2), 7–5                |
| Đôi nữ khách mời                                                                                         | Kim Clijsters Martina Hingis                 | Andrea Petkovic Magdaléna Rybáriková | 6–3, 6–2                     |
| Trận đấu trên Sân Số 3                                                                                   |                                              |                                      |                              |
| Sự kiện                                                                                                  | Người thắng trận                             | Người thua cuộc                      | Tỷ số                        |
| Tứ kết đôi nam                                                                                           | Marcel Granollers [15] Horacio Zeballos [15] | Nathaniel Lammons Jackson Withrow    | 6–4, 7–5                     |
| Tứ kết đôi nam                                                                                           | Wesley Koolhof [1] Neal Skupski [1]          | Ariel Behar Adam Pavlásek            | 4–6, 6–2, 6–3                |
| Bán kết đôi nam nữ                                                                                       | Mate Pavić [7] Lyudmyla Kichenok [7]         | Jonny O'Mara Olivia Nicholls         | 7–6(8–6), 4–6, 6–3           |
| Đôi nam khách mời                                                                                        | Bob Bryan Mike Bryan                         | André Sá Bruno Soares                | 6–2, 6–3                     |
| Các trận đấu bắt đầu vào 11 giờ sáng (1:30 chiều trên Sân Trung tâm và 1:00 giờ chiều trên Sân Số 1) BST |                                              |                                      |                              |

### Ngày 11 (13 tháng 7)
- Hạt giống bị loại:
  - Đơn nữ:  Aryna Sabalenka [2]
  - Đôi nam:  Rohan Bopanna /  Matthew Ebden [6],  Kevin Krawietz /  Tim Pütz [10]
- Lịch thi đấu

| Trận đấu trên Sân chính                                                                                  | Trận đấu trên Sân chính                       | Trận đấu trên Sân chính               | Trận đấu trên Sân chính     |
| Trận đấu trên Sân Trung tâm                                                                              | Trận đấu trên Sân Trung tâm                   | Trận đấu trên Sân Trung tâm           | Trận đấu trên Sân Trung tâm |
| Sự kiện                                                                                                  | Người thắng trận                              | Người thua cuộc                       | Tỷ số                       |
| --- | --------------------------------------------- | ------------------------------------- | --------------------------- |
| Bán kết đơn nữ                                                                                           | Markéta Vondroušová                           | Elina Svitolina [WC]                  | 6–3, 6–3                    |
| Bán kết đơn nữ                                                                                           | Ons Jabeur [6]                                | Aryna Sabalenka [2]                   | 6–7(5–7), 6–4, 6–3          |
| Chung kết đôi nam nữ                                                                                     | Mate Pavić [7] Lyudmyla Kichenok [7]          | Joran Vliegen Xu Yifan                | 6–4, 6–7(9–11) 6–3          |
| Trận đấu trên Sân Số 1                                                                                   |                                               |                                       |                             |
| Sự kiện                                                                                                  | Người thắng trận                              | Người thua cuộc                       | Tỷ số                       |
| Bán kết đôi nam                                                                                          | Marcel Granollers [15] Horacio Zeballos [15]  | Kevin Krawietz [10] Tim Pütz [10]     | 6–4, 6–3                    |
| Bán kết đôi nam                                                                                          | Wesley Koolhof [1] Neal Skupski [1]           | Rohan Bopanna [6] Matthew Ebden [6]   | 7–5, 6–4                    |
| Bán kết đôi nam xe lăn                                                                                   | Alfie Hewett [1] Gordon Reid [1]              | Martín de la Puente Gustavo Fernández | 7–5, 6–3                    |
| Đôi nữ khách mời                                                                                         | Cara Black Caroline Wozniacki                 | Vania King Yaroslava Shvedova         | 6–4, 6–3                    |
| Trận đấu trên Sân Số 2                                                                                   |                                               |                                       |                             |
| Sự kiện                                                                                                  | Người thắng trận                              | Người thua cuộc                       | Tỷ số                       |
| Đôi nam khách mời                                                                                        | Tommy Haas Mark Philippoussis                 | Sébastien Grosjean Radek Štepánek     | 6–4, 6–3                    |
| Đôi nữ khách mời                                                                                         | Daniela Hantuchová Laura Robson               | Li Na Agnieszka Radwańska             | 6–3, 6–2                    |
| Đôi nam nữ khách mời                                                                                     | Nenad Zimonjić Rennae Stubbs                  | Andrew Castle Iva Majoli              | 6–3, 6–3                    |
| Đôi nam nữ khách mời                                                                                     | Todd Woodbridge Alicia Molik                  | Mansour Bahrami Marion Bartoli        | 2–6, 6–3, [10–6]            |
| Đôi nam khách mời                                                                                        | James Blake Lleyton Hewitt                    | Jürgen Melzer Gilles Müller           | 6–3, 4–6, [10–6]            |
| Trận đấu trên Sân Số 3                                                                                   |                                               |                                       |                             |
| Sự kiện                                                                                                  | Người thắng trận                              | Người thua cuộc                       | Tỷ số                       |
| Tứ kết đơn nữ trẻ                                                                                        | Nikola Bartůňková                             | Ranah Stoiber                         | 1–6, 6–1, 6–2               |
| Tứ kết đơn nam trẻ                                                                                       | Henry Searle                                  | João Fonseca [8]                      | 7–6(7–3), 6–3               |
| Tứ kết đôi nữ trẻ                                                                                        | Hannah Klugman Isabelle Lacy                  | Alexia Harmon Valeria Ray             | 6–4, 7–5                    |
| Tứ kết đôi nam trẻ                                                                                       | João Fonseca [2] Juan Carlos Prado Ángelo [2] | Tomasz Berkieta [8] Henry Searle [8]  | 6–3, 6–4                    |
| Các trận đấu bắt đầu vào 11 giờ sáng (1:30 chiều trên Sân Trung tâm và 1:00 giờ chiều trên Sân Số 1) BST |                                               |                                       |                             |

### Ngày 12 (14 tháng 7)
- Hạt giống bị loại:
  - Đơn nam:  Daniil Medvedev [3],  Jannik Sinner [8]
  - Đôi nữ:  Caroline Dolehide /  Zhang Shuai [16]
- Lịch thi đấu

| Trận đấu trên Sân chính                                                                      | Trận đấu trên Sân chính                 | Trận đấu trên Sân chính                 | Trận đấu trên Sân chính     |
| Trận đấu trên Sân Trung tâm                                                                  | Trận đấu trên Sân Trung tâm             | Trận đấu trên Sân Trung tâm             | Trận đấu trên Sân Trung tâm |
| Sự kiện                                                                                      | Người thắng trận                        | Người thua cuộc                         | Tỷ số                       |
| -------------------------------------------------------------------------------------------- | --------------------------------------- | --------------------------------------- | --------------------------- |
| Bán kết đơn nam                                                                              | Novak Djokovic [2]                      | Jannik Sinner [8]                       | 6–3, 6–4, 7–6(7–4)          |
| Bán kết đơn nam                                                                              | Carlos Alcaraz [1]                      | Daniil Medvedev [3]                     | 6–3, 6–3, 6–3               |
| Trận đấu trên Sân Số 1                                                                       |                                         |                                         |                             |
| Sự kiện                                                                                      | Người thắng trận                        | Người thua cuộc                         | Tỷ số                       |
| Bán kết đôi nữ                                                                               | Storm Hunter [3] Elise Mertens [3]      | Caroline Dolehide [16] Zhang Shuai [16] | 6–1, 6–1                    |
| Bán kết đôi nữ                                                                               | Hsieh Su-wei [PR] Barbora Strýcová [PR] | Marie Bouzková Sara Sorribes Tormo      | 6–4, 6–1                    |
| Bán kết đơn nữ xe lăn                                                                        | Jiske Griffioen                         | Yui Kamiji [2]                          | 6–3, 7–5                    |
| Bán kết đơn nữ xe lăn                                                                        | Diede de Groot [1]                      | Aniek van Koot                          | 6–2, 6–0                    |
| Các trận đấu bắt đầu vào 1:30 chiều trên Sân Trung tâm và 1:00 giờ chiều trên Sân Số 1 (BST) |                                         |                                         |                             |

### Ngày 13 (15 tháng 7)
- Hạt giống bị loại:
  - Đơn nữ:  Ons Jabeur [6]
  - Đôi nam:  Marcel Granollers /  Horacio Zeballos [15]
- Lịch thi đấu

| Trận đấu trên Sân chính                                                   | Trận đấu trên Sân chính             | Trận đấu trên Sân chính                      | Trận đấu trên Sân chính     |
| Trận đấu trên Sân Trung tâm                                               | Trận đấu trên Sân Trung tâm         | Trận đấu trên Sân Trung tâm                  | Trận đấu trên Sân Trung tâm |
| Sự kiện                                                                   | Người thắng trận                    | Người thua cuộc                              | Tỷ số                       |
| ------------------------------------------------------------------------- | ----------------------------------- | -------------------------------------------- | --------------------------- |
| Chung kết đơn nữ                                                          | Markéta Vondroušová                 | Ons Jabeur [6]                               | 6–4, 6–4                    |
| Chung kết đôi nam                                                         | Wesley Koolhof [1] Neal Skupski [1] | Marcel Granollers [15] Horacio Zeballos [15] | 6–4, 6–4                    |
| Đôi nữ khách mời                                                          | Kim Clijsters Martina Hingis        | Johanna Konta Sania Mirza                    | 6–4, 6–1                    |
| Trận đấu trên Sân Số 1                                                    |                                     |                                              |                             |
| Sự kiện                                                                   | Người thắng trận                    | Người thua cuộc                              | Tỷ số                       |
| Bán kết đơn nam xe lăn                                                    | Alfie Hewett [2]                    | Martin de la Puente                          | 6–3, 6–2                    |
| Đôi nữ khách mời                                                          | Cara Black Caroline Wozniacki       | Katie O'Brien Agnieszka Radwańska            | 2–6, 6–2, [10–6]            |
| Chung kết đôi nam xe lăn                                                  | Alfie Hewett [1] Gordon Reid [1]    | Takuya Miki Tokito Oda                       | 3–6, 6–0, 6–3               |
| Đôi nữ khách mời                                                          | Vania King Yaroslava Shvedova       | Daniela Hantuchová Laura Robson              | 6–0, 1–6, [10–3]            |
| Trận đấu trên Sân Số 3                                                    |                                     |                                              |                             |
| Sự kiện                                                                   | Người thắng trận                    | Người thua cuộc                              | Tỷ số                       |
| Bán kết đơn nam xe lăn                                                    | Tokito Oda [1]                      | Gordon Reid [WC]                             | 6–3, 6–4                    |
| Chung kết đơn nữ xe lăn                                                   | Diede de Groot [1]                  | Jiske Griffioen                              | 6–2, 6–1                    |
| Chung kết đôi xe lăn quad                                                 | Sam Schröder [1] Niels Vink [1]     | Heath Davidson [2] Robert Shaw [2]           | 7–6(7–5), 6–0               |
| Đôi nam khách mời                                                         | Bob Bryan Mike Bryan                | Tommy Haas Mark Philippoussis                | 6–4, 6–2                    |
| Các trận đấu bắt đầu vào 11 giờ sáng (2 giờ chiều trên Sân Trung tâm) BST |                                     |                                              |                             |

### Ngày 14 (16 tháng 7)
- Hạt giống bị loại:
  - Đơn nam:  Novak Djokovic [2]
  - Đôi nữ:  Storm Hunter /  Elise Mertens [3]
- Lịch thi đấu

| Trận đấu trên Sân chính                                                   | Trận đấu trên Sân chính                 | Trận đấu trên Sân chính               | Trận đấu trên Sân chính      |
| Trận đấu trên Sân Trung tâm                                               | Trận đấu trên Sân Trung tâm             | Trận đấu trên Sân Trung tâm           | Trận đấu trên Sân Trung tâm  |
| Sự kiện                                                                   | Người thắng trận                        | Người thua cuộc                       | Tỷ số                        |
| ------------------------------------------------------------------------- | --------------------------------------- | ------------------------------------- | ---------------------------- |
| Chung kết đơn nam                                                         | Carlos Alcaraz [1]                      | Novak Djokovic [2]                    | 1–6, 7–6(8–6), 6–1, 3–6, 6–4 |
| Chung kết đôi nữ                                                          | Hsieh Su-wei [PR] Barbora Strýcová [PR] | Storm Hunter [3] Elise Mertens [3]    | 7–5, 6–4                     |
| Trận đấu trên Sân Số 1                                                    |                                         |                                       |                              |
| Sự kiện                                                                   | Người thắng trận                        | Người thua cuộc                       | Tỷ số                        |
| Chung kết đơn nam xe lăn                                                  | Tokito Oda [1]                          | Alfie Hewett [2]                      | 6–4, 6–2                     |
| Chung kết đơn nam trẻ                                                     | Henry Searle                            | Yaroslav Demin [5]                    | 6–4, 6–4                     |
| Chung kết đôi nam khách mời                                               | Bob Bryan Mike Bryan                    | James Blake Lleyton Hewitt            | 6–4, 3–6, [10–6]             |
| Trận đấu trên Sân Số 3                                                    |                                         |                                       |                              |
| Sự kiện                                                                   | Người thắng trận                        | Người thua cuộc                       | Tỷ số                        |
| Chung kết đơn xe lăn quad                                                 | Niels Vink [1]                          | Heath Davidson                        | 6–1, 6–2                     |
| Chung kết đôi nữ xe lăn                                                   | Diede de Groot [2] Jiske Griffioen [2]  | Yui Kamiji [1] Kgothatso Montjane [1] | 6–1, 6–4                     |
| Chung kết đôi nữ trẻ                                                      | Alena Kovačková Laura Samsonová         | Hannah Klugman Isabelle Lacy          | 6–4, 7–5                     |
| Các trận đấu bắt đầu vào 11 giờ sáng (2 giờ chiều trên Sân Trung tâm) BST |                                         |                                       |                              |

## Hạt giống đơn

### Đơn nam
Dưới đây là những tay vợt được xếp loại hạt giống. Hạt giống dựa trên bảng xếp hạng ATP vào ngày 26 tháng 6 năm 2023. Xếp hạng và điểm vào ngày 3 tháng 7 năm 2023.
| Hạt giống | Xếp hạng | Tay vợt                     | Điểm trước | Điểm giảm (hoặc kết quả tốt nhất lần 19) | Điểm thắng | Điểm sau | Thực trạng                             |
| --------- | -------- | --------------------------- | ---------- | ---------------------------------------- | ---------- | -------- | -------------------------------------- |
| 1         | 1        | Carlos Alcaraz              | 7,675      | (0)                                      | 2,000      | 9,675    | Vô địch, đánh bại Novak Djokovic (2)   |
| 2         | 2        | Novak Djokovic              | 7,595      | (0)                                      | 1,200      | 8,795    | Á quân, thua trước Carlos Alcaraz (1)  |
| 3         | 3        | Daniil Medvedev             | 5,890      | (90)                                     | 720        | 6,520    | Bán kết thua trước Carlos Alcaraz (1)  |
| 4         | 4        | Casper Ruud                 | 4,960      | (0)                                      | 45         | 5,005    | Vòng 2 thua trước Liam Broady (WC)     |
| 5         | 5        | Stefanos Tsitsipas          | 4,670      | (0)                                      | 180        | 4,850    | Vòng 4 thua trước Christopher Eubanks  |
| 6         | 6        | Holger Rune                 | 4,510      | (45)                                     | 360        | 4,825    | Tứ kết thua trước Carlos Alcaraz (1)   |
| 7         | 7        | Andrey Rublev               | 4,255      | 90†                                      | 360        | 4,525    | Tứ kết thua trước Novak Djokovic (2)   |
| 8         | 8        | Jannik Sinner               | 3,345      | (90)                                     | 720        | 3,975    | Bán kết thua trước Novak Djokovic (2)  |
| 9         | 9        | Taylor Fritz                | 3,310      | (45)                                     | 45         | 3,310    | Vòng 2 thua trước Mikael Ymer          |
| 10        | 10       | Frances Tiafoe              | 3,085      | (45)                                     | 90         | 3,130    | Vòng 3 thua trước Grigor Dimitrov (21) |
| 11        | 12       | Félix Auger-Aliassime       | 2,760      | (0)                                      | 10         | 2,770    | Vòng 1 thua trước Michael Mmoh (LL)    |
| 12        | 13       | Cameron Norrie              | 2,610      | (45)                                     | 45         | 2,610    | Vòng 2 thua trước Christopher Eubanks  |
| 13        | 14       | Borna Ćorić                 | 2,305      | (0)                                      | 10         | 2,315    | Vòng 1 thua trước Guido Pella (PR)     |
| 14        | 16       | Lorenzo Musetti             | 2,210      | (10)                                     | 90         | 2,290    | Vòng 3 thua trước Hubert Hurkacz (17)  |
| 15        | 17       | Alex de Minaur              | 2,115      | (10)                                     | 45         | 2,150    | Vòng 2 thua trước Matteo Berrettini    |
| 16        | 15       | Tommy Paul                  | 2,250      | (20)                                     | 90         | 2,320    | Vòng 3 thua trước Jiří Lehečka         |
| 17        | 18       | Hubert Hurkacz              | 2,060      | (45)                                     | 180        | 2,195    | Vòng 4 thua trước Novak Djokovic (2)   |
| 18        | 19       | Francisco Cerúndolo         | 1,860      | 250†                                     | 45         | 1,655    | Vòng 2 thua trước Jiří Lehečka         |
| 19        | 21       | Alexander Zverev            | 1,630      | (0)                                      | 90         | 1,720    | Vòng 3 thua trước Matteo Berrettini    |
| 20        | 23       | Roberto Bautista Agut       | 1,480      | (10)                                     | 10         | 1,480    | Vòng 1 thua trước Roman Safiullin      |
| 21        | 24       | Grigor Dimitrov             | 1,430      | (10)                                     | 180        | 1,600    | Vòng 4 thua trước Holger Rune (6)      |
| 22        | 25       | Sebastian Korda             | 1,355      | (0)                                      | 10         | 1,365    | Vòng 1 thua trước Jiří Veselý (PR)     |
| 23        | 26       | Alexander Bublik            | 1,354      | 150†                                     | 180        | 1,384    | Vòng 4 thua trước Andrey Rublev (7)    |
| 24        | 27       | Yoshihito Nishioka          | 1,351      | 30+16†                                   | 10+0       | 1,315    | Vòng 1 thua trước Daniel Elahi Galán   |
| 25        | 28       | Nicolás Jarry               | 1,336      | 30†                                      | 90         | 1,396    | Vòng 3 thua trước Carlos Alcaraz (1)   |
| 26        | 29       | Denis Shapovalov            | 1,335      | (0)                                      | 180        | 1,515    | Vòng 4 thua trước Roman Safiullin      |
| 27        | 30       | Dan Evans                   | 1,321      | (10)                                     | 10         | 1,321    | Vòng 1 thua trước Quentin Halys        |
| 28        | 31       | Tallon Griekspoor           | 1,254      | 80†                                      | 10         | 1,184    | Vòng 1 thua trước Márton Fucsovics     |
| 29        | 32       | Tomás Martín Etcheverry     | 1,201      | (15)                                     | 45         | 1,231    | Vòng 2 thua trước Stan Wawrinka        |
| 30        | 33       | Nick Kyrgios                | 1,175      | (0)                                      | 0          | 1,175    | Rút lui do chấn thương cổ tay          |
| 31        | 34       | Alejandro Davidovich Fokina | 1,115      | 20†                                      | 90         | 1,185    | Vòng 3 thua trước Holger Rune (6)      |
| 32        | 36       | Ben Shelton                 | 1,094      | 54†                                      | 45         | 1,085    | Vòng 2 thua trước Laslo Djere          |

† Tay vợt có điểm bảo vệ từ Båstad, Newport, hoặc một hoặc nhiều giải đấu ATP Challenger Tour (Porto, Rome, Lüdenscheid hoặc Amersfoort).

#### Tay vợt rút lui khỏi giải đấu
Dưới đây là những tay vợt được xếp loại hạt giống, nhưng rút lui trước khi giải đấu bắt đầu.
| Xếp hạng | Tay vợt             | Điểm trước | Điểm giảm (hoặc kết quả tốt nhất lần 19) | Điểm sau | Lý do rút lui         |
| -------- | ------------------- | ---------- | ---------------------------------------- | -------- | --------------------- |
| 11       | Karen Khachanov     | 3,035      | (0)                                      | 3,035    | Gãy xương             |
| 20       | Pablo Carreño Busta | 1,640      | 90†                                      | 1,550    | Chấn thương khuỷu tay |
| 22       | Jan-Lennard Struff  | 1,625      | 125†                                     | 1,500    | Chấn thương hông      |

† Tay vợt có điểm bảo vệ từ Båstad hoặc Braunschweig.

### Đơn nữ
Dưới đây là những tay vợt được xếp loại hạt giống. Hạt giống dựa trên bảng xếp hạng WTA vào ngày 26 tháng 6 năm 2023. Xếp hạng và điểm vào ngày 3 tháng 7 năm 2023.
| Hạt giống | Xếp hạng | Tay vợt               | Điểm trước | Điểm giảm (hoặc kết quả tốt nhất lần 16) | Điểm thắng | Điểm sau | Thực trạng                                |
| --------- | -------- | --------------------- | ---------- | ---------------------------------------- | ---------- | -------- | ----------------------------------------- |
| 1         | 1        | Iga Świątek           | 8,990      | (105)                                    | 430        | 9,315    | Tứ kết thua trước Elina Svitolina [WC]    |
| 2         | 2        | Aryna Sabalenka       | 8,066      | (1)                                      | 780        | 8,845    | Bán kết thua trước Ons Jabeur [6]         |
| 3         | 3        | Elena Rybakina        | 5,090      | (55)                                     | 430        | 5,465    | Tứ kết thua trước Ons Jabeur [6]          |
| 4         | 4        | Jessica Pegula        | 4,995      | (30)                                     | 430        | 5,395    | Tứ kết thua trước Markéta Vondroušová     |
| 5         | 5        | Caroline Garcia       | 4,845      | 110†                                     | 130        | 4,865    | Vòng 3 thua trước Marie Bouzková [32]     |
| 6         | 6        | Ons Jabeur            | 3,547      | (1)                                      | 1,300      | 4,846    | Chung kết thua trước Markéta Vondroušová  |
| 7         | 7        | Coco Gauff            | 3,435      | (55)                                     | 10         | 3,390    | Vòng 1 thua trước Sofia Kenin [Q]         |
| 8         | 8        | Maria Sakkari         | 3,301      | (1)                                      | 10         | 3,310    | Vòng 1 thua trước Marta Kostyuk           |
| 9         | 9        | Petra Kvitová         | 3,101      | (0)                                      | 240        | 3,341    | Vòng 4 thua trước Ons Jabeur [6]          |
| 10        | 11       | Barbora Krejčíková    | 2,830      | (30)                                     | 70         | 2,870    | Vòng 2 bỏ cuộc trước Mirra Andreeva [Q]   |
| 11        | 10       | Daria Kasatkina       | 2,935      | (55)                                     | 130        | 3,010    | Vòng 3 thua trước Victoria Azarenka [19]  |
| 12        | 12       | Veronika Kudermetova  | 2,600      | (100)                                    | 70         | 2,570    | Vòng 2 thua trước Markéta Vondroušová     |
| 13        | 13       | Beatriz Haddad Maia   | 2,560      | (55)                                     | 240        | 2,745    | Vòng 4 bỏ cuộc trước Elena Rybakina [3]   |
| 14        | 14       | Belinda Bencic        | 2,380      | 60†                                      | 240        | 2,560    | Vòng 4 thua trước Iga Świątek [1]         |
| 15        | 15       | Liudmila Samsonova    | 2,360      | (55)                                     | 10         | 2,315    | Vòng 1 thua trước Ana Bogdan              |
| 16        | 16       | Karolína Muchová      | 2,294      | (0)                                      | 10         | 2,304    | Vòng 1 thua trước Jule Niemeier           |
| 17        | 17       | Jeļena Ostapenko      | 2,150      | (55)                                     | 70         | 2,165    | Vòng 2 thua trước Sorana Cîrstea          |
| 18        | 19       | Karolína Plíšková     | 2,055      | (25)                                     | 10         | 2,040    | Vòng 1 thua trước Natalija Stevanović [Q] |
| 19        | 20       | Victoria Azarenka     | 1,996      | (1)                                      | 240        | 2,235    | Vòng 4 thua trước Elina Svitolina [WC]    |
| 20        | 21       | Donna Vekić           | 1,975      | (30)                                     | 130        | 2,075    | Vòng 3 thua trước Markéta Vondroušová     |
| 21        | 22       | Ekaterina Alexandrova | 1,915      | (30)                                     | 240        | 2,125    | Vòng 4 thua trước Aryna Sabalenka [2]     |
| 22        | 23       | Anastasia Potapova    | 1,845      | 110†                                     | 130        | 1,865    | Vòng 3 thua trước Mirra Andreeva [Q]      |
| 23        | 24       | Magda Linette         | 1,765      | (60)                                     | 130        | 1,835    | Vòng 3 thua trước Belinda Bencic [14]     |
| 24        | 25       | Zheng Qinwen          | 1,669      | (1)                                      | 10         | 1,678    | Vòng 1 thua trước Kateřina Siniaková      |
| 25        | 18       | Madison Keys          | 2,106      | (1)                                      | 430        | 2,535    | Tứ kết thua trước Aryna Sabalenka [2]     |
| 26        | 26       | Anhelina Kalinina     | 1,527      | (30)                                     | 70         | 1,567    | Vòng 2 thua trước Bianca Andreescu        |
| 27        | 27       | Bernarda Pera         | 1,519      | 298†                                     | 10         | 1,231    | Vòng 1 thua trước Viktoriya Tomova        |
| 28        | 28       | Elise Mertens         | 1,424      | (15)                                     | 70         | 1,479    | Vòng 2 thua trước Elina Svitolina [WC]    |
| 29        | 30       | Irina-Camelia Begu    | 1,342      | 30†                                      | 70         | 1,382    | Vòng 2 thua trước Anna Blinkova           |
| 30        | 29       | Petra Martić          | 1,418      | 280†                                     | 130        | 1,268    | Vòng 3 thua trước Iga Świątek [1]         |
| 31        | 31       | Mayar Sherif          | 1,266      | (30)                                     | 10         | 1,246    | Vòng 1 thua trước Rebeka Masarova         |
| 32        | 33       | Marie Bouzková        | 1,258      | (18)                                     | 240        | 1,480    | Vòng 4 thua trước Markéta Vondroušová     |

† Tay vợt có điểm bảo vệ từ Lausanne hoặc Budapest.

## Hạt giống đôi
| Hạt giống | Xếp hạng | Đội               | Đội                    |
| --------- | -------- | ----------------- | ---------------------- |
| 1         | 4        | Wesley Koolhof    | Neal Skupski           |
| 2         | 5        | Ivan Dodig        | Austin Krajicek        |
| 3         | 11       | Rajeev Ram        | Joe Salisbury          |
| 4         | 19       | Hugo Nys          | Jan Zieliński          |
| 5         | 23       | Santiago González | Édouard Roger-Vasselin |
| 6         | 27       | Rohan Bopanna     | Matthew Ebden          |
| 7         | 28       | Marcelo Arévalo   | Jean-Julien Rojer      |
| 8         | 39       | Fabrice Martin    | Andreas Mies           |
| 9         | 44       | Nikola Mektić     | Mate Pavić             |
| 10        | 46       | Kevin Krawietz    | Tim Pütz               |
| 11        | 49       | Lloyd Glasspool   | Nicolas Mahut          |
| 12        | 49       | Sander Gillé      | Joran Vliegen          |
| 13        | 51       | Jamie Murray      | Michael Venus          |
| 14        | 53       | Máximo González   | Andrés Molteni         |
| 15        | 56       | Marcel Granollers | Horacio Zeballos       |
| 16        | 63       | Marcelo Melo      | John Peers             |

| Hạt giống | Xếp hạng | Đội                      | Đội                 |
| --------- | -------- | ------------------------ | ------------------- |
| 1         | 3        | Barbora Krejčíková       | Kateřina Siniaková  |
| 2         | 7        | Coco Gauff               | Jessica Pegula      |
| 3         | 13       | Storm Hunter             | Elise Mertens       |
| 4         | 17       | Nicole Melichar-Martinez | Ellen Perez         |
| 5         | 24       | Desirae Krawczyk         | Demi Schuurs        |
| 6         | 26       | Leylah Fernandez         | Taylor Townsend     |
| 7         | 34       | Lyudmyla Kichenok        | Jeļena Ostapenko    |
| 8         | 37       | Shuko Aoyama             | Ena Shibahara       |
| 9         | 50       | Veronika Kudermetova     | Liudmila Samsonova  |
| 10        | 51       | Asia Muhammad            | Giuliana Olmos      |
| 11        | 51       | Anna Danilina            | Xu Yifan            |
| 12        | 56       | Chan Hao-ching           | Latisha Chan        |
| 13        | 63       | Miyu Kato                | Aldila Sutjiadi     |
| 14        | 65       | Victoria Azarenka        | Beatriz Haddad Maia |
| 15        | 66       | Marta Kostyuk            | Elena-Gabriela Ruse |
| 16        | 77       | Caroline Dolehide        | Zhang Shuai         |

### Đôi nam nữ
| Hạt giống | Xếp hạng | Đội               | Đội                      |
| --------- | -------- | ----------------- | ------------------------ |
| 1         | 4        | Austin Krajicek   | Jessica Pegula           |
| 2         | 13       | Neal Skupski      | Desirae Krawczyk         |
| 3         | 15       | Jan Zieliński     | Nicole Melichar-Martinez |
| 4         | 23       | Wesley Koolhof    | Leylah Fernandez         |
| 5         | 25       | Matthew Ebden     | Ellen Perez              |
| 6         | 29       | Rohan Bopanna     | Gabriela Dabrowski       |
| 7         | 32       | Mate Pavić        | Lyudmyla Kichenok        |
| 8         | 34       | Jean-Julien Rojer | Ena Shibahara            |

- Bảng xếp hạng vào ngày 26 tháng 6 năm 2023.

## Nhà vô địch

### Đơn nam
- Carlos Alcaraz đánh bại  Novak Djokovic 1–6, 7–6(8–6), 6–1, 3–6, 6–4

### Đơn nữ
- Markéta Vondroušová đánh bại  Ons Jabeur, 6–4, 6–4

### Đôi nam
- Wesley Koolhof /  Neal Skupski đánh bại  Marcel Granollers /  Horacio Zeballos, 6–4, 6–4

### Đôi nữ
- Hsieh Su-wei /  Barbora Strýcová đánh bại  Storm Hunter /  Elise Mertens, 7–5, 6–4

### Đôi nam nữ
- Mate Pavić /  Lyudmyla Kichenok đánh bại  Joran Vliegen /  Xu Yifan, 6–4, 6–7(9–11), 6–3

### Đơn nam xe lăn
- Tokito Oda đánh bại  Alfie Hewett, 6–4, 6–2

### Đơn nữ xe lăn
- Diede de Groot đánh bại  Jiske Griffioen, 6–2, 6–1

### Đơn xe lăn quad
- Niels Vink đánh bại  Heath Davidson, 6–1, 6–2

### Đôi nam xe lăn
- Alfie Hewett /  Gordon Reid đánh bại  Takuya Miki /  Tokito Oda, 3–6, 6–0, 6–3

### Đôi nữ xe lăn
- Diede de Groot /  Jiske Griffioen  đánh bại  Yui Kamiji /  Kgothatso Montjane, 6–1, 6–4

### Đôi xe lăn quad
- Sam Schröder /  Niels Vink đánh bại  Heath Davidson /  Robert Shaw, 7–6(7–5), 6–0

### Đơn nam trẻ
- Henry Searle đánh bại  Yaroslav Demin, 6–4, 6–4

### Đơn nữ trẻ
- Clervie Ngounoue đánh bại  Nikola Bartůňková, 6–2, 6–2

### Đôi nam trẻ
- Jakub Filip /  Gabriele Vulpitta đánh bại  Branko Đurić /  Arthur Gea, 6–3, 6–3

### Đôi nữ trẻ
- Alena Kovačková /  Laura Samsonová đánh bại  Hannah Klugman /  Isabelle Lacy, 6–4, 7–5

### Đôi nam khách mời
- Bob Bryan /  Mike Bryan đánh bại  James Blake /  Lleyton Hewitt, 6–4, 3–6, [10–6]

### Đôi nữ khách mời
- Kim Clijsters /  Martina Hingis đánh bại  Cara Black /  Caroline Wozniacki, 6–1, 7–5

### Đôi nam nữ khách mời
- Nenad Zimonjić /  Rennae Stubbs đánh bại  Greg Rusedski /  Conchita Martínez, 6–2, 6–2

## Điểm và tiền thưởng

### Phân phối điểm
Dưới đây là bảng phân bố điểm cho từng giai đoạn của giải đấu.

#### Vận động viên chuyên nghiệp
| Sự kiện | VĐ   | CK   | BK  | TK  | Vòng 1/16 | Vòng 1/32 | Vòng 1/64 | Vòng 1/128 | Q  | Q3 | Q2 | Q1 |
| Đơn nam | 2000 | 1200 | 720 | 360 | 180       | 90        | 45        | 10         | 25 | 16 | 8  | 0  |
| Đôi nam | 2000 | 1200 | 720 | 360 | 180       | 90        | 0         | —          | 25 | —  | 0  | 0  |
| Đơn nữ  | 2000 | 1300 | 780 | 430 | 240       | 130       | 70        | 10         | 40 | 30 | 20 | 2  |
| Đôi nữ  | 2000 | 1300 | 780 | 430 | 240       | 130       | 10        | —          | —  | —  | —  | —  |

| Sự kiện | VĐ  | CK  | 3   | 4   |
| Đơn     | 800 | 500 | 375 | 100 |
| Đôi     | 800 | 500 | 100 | —   |

| Sự kiện     | VĐ   | CK  | BK  | TK  | Vòng 1/16 | Vòng 1/32 | Q  | Q3 |
| Đơn nam trẻ | 1000 | 600 | 370 | 200 | 100       | 45        | 30 | 20 |
| Đơn nữ trẻ  | 1000 | 600 | 370 | 200 | 100       | 45        | 30 | 20 |
| Đôi nam trẻ | 750  | 450 | 275 | 150 | 75        | —         | —  | —  |
| Đôi nữ trẻ  | 750  | 450 | 275 | 150 | 75        | —         | —  | —  |

### Tiền thưởng
Tổng số tiền của Giải quần vợt Wimbledon 2023 là £44,700,000, tăng 10.78% so với năm 2022.
| Sự kiện      | VĐ         | CK         | BK       | TK       | Vòng 1/16 | Vòng 1/32 | Vòng 1/64 | Vòng 1/1281 | Q3      | Q2      | Q1      |
| Đơn          | £2,350,000 | £1,175,000 | £600,000 | £340,000 | £207,000  | £131,000  | £85,000   | £55,000     | £36,000 | £21,750 | £12,750 |
| Đôi *        | £600,000   | £300,000   | £150,000 | £75,000  | £36,250   | £22,000   | £13,750   | —           | —       | —       | —       |
| Đôi nam nữ * | £128,000   | £64,000    | £32,000  | £16,500  | £7,750    | £4,000    | —         | —           | —       | —       | —       |
| Đơn xe lăn   | £60,000    | £31,000    | £21,000  | £14,500  | —         | —         | —         | —           | —       | —       | —       |
| Đôi xe lăn * | £26,000    | £13,000    | £8,000   | —        | —         | —         | —         | —           | —       | —       | —       |
| Đơn quad     | £60,000    | £31,000    | £21,000  | £14,500  | —         | —         | —         | —           | —       | —       | —       |
| Đôi quad *   | £26,000    | £13,000    | £8,000   | —        | —         | —         | —         | —           | —       | —       | —       |

*mỗi đội